# Émile Lecuirot
Émile Lecuirot, né le 23 mai 1907 à Joinville-le-Pont et mort le 28 janvier 1988 dans la même ville, est un rameur d'aviron français.

## Carrière
Émile Lecuirot remporte la médaille d'or en huit aux Championnats d'Europe d'aviron 1931 à Paris,  la médaille de bronze en quatre de pointe aux Championnats d'Europe d'aviron 1934 à Lucerne et la médaille de bronze en huit aux Championnats d'Europe d'aviron 1935 à Berlin.
Il dispute les Jeux olympiques d'été de 1928 à Amsterdam ainsi que les Jeux olympiques d'été de 1936 à Berlin, où il est éliminé en demi-finales du huit.